# 요시다 아라타
요시다 아라타(일본어: 吉田 新, 2000년 6월 29일~)는 일본의 축구 선수이다.

## 구단 경력
그는 2023년 J1리그의 쇼난 벨마레에 입단했고, 2년동안 팀에서 뛰었다. 2025년 J2리그의 카탈레 도야마로 이적했다.